# Büyükada
Büyükada (dosł. Wielka Wyspa, gr. Πρίγκηπος) – niewielka wyspa na Morzu Marmara, w pobliżu Stambułu, największa w archipelagu Wysp Książęcych.
Największe wzniesienie na wyspie to Yucetepe, drugie pod względem wysokości jest zaś Isa Tepesi.
Wyspa była dawniej miejscem zsyłki książąt, zarówno w okresie bizantyńskim i osmańskim. W pierwszej połowie XX wieku stała się popularnym miejscem wypoczynku, ale w latach 50. XX wieku została zapomniana i popularność zaczęła zyskiwać ponownie w XXI wieku.
Na wyspie zachowała się z czasów greckich katedra św. Dymitra i cerkiew Zaśnięcia Matki Bożej. Monaster św. Jerzego jest miejscem pielgrzymek. Na Büyükadzie spędził lata 1929–1933 Lew Trocki i pisał na niej „Historię rewolucji rosyjskiej”.